# ヴァルラーム・シャラーモフ
ヴァルラーム・チホノヴィチ・シャラーモフ（ロシア語: Варлам Тихонович Шаламов, 1907年6月18日 - 1982年1月18日）は、ソビエト連邦時代の小説家である。代表作の連作短編『コルィマ物語』以外に、短編集『反小説ヴィシェラ』、自伝的中篇『第4のヴォログダ』などが広く知られている。

## 経歴
1907年6月18日（旧暦6月5日）、ロシア帝国北西部ヴォログダ県の県都ヴォログダ市で生まれた。もともとシャラーモフ家は、コトラス近郊のベリーキイ・ウスチュークで何代も続いた聖職者の家系である。父チーホンも聖職者で、当時はアラスカでの布教活動の任を解かれて、ヴォログダ市のソフィア大聖堂の司祭を務めていた。2人の兄と2人の姉がおり、ヴァルラームは5人兄弟の末っ子である。
1917年のロシア革命は家族に深刻な影響をもたらした。革命のおかげで聖職者の地位は地に落ち、1925年以降は徹底的な宗教弾圧が行われた。この影響で、赤軍将校だった長兄は父親に絶縁状を叩きつける挙に出た。また、赤軍兵だった次兄は戦死した。2人の姉は不幸な結婚をし、母親は心臓を患って長く病床にあり、父のチーホンは失明した。シャラーモフの父母は後に貧困の中で亡くなる。成績優秀な息子だったシャラーモフは1923年に義務教育を終え、両親の期待を背負って大学へ進もうとしたが、聖職者の息子であるとの理由で、大学入学資格を得ることができなかった。そこで、ヴォログダを離れてモスクワに住む叔母の家に住みながら皮革工場で働き、資金を貯めつつ受験勉強に励み、1926年にモスクワ大学の法学部に入学した。在学中、学生中心の反政府デモや集会に何度か参加したが、1929年2月19日、「レーニンの遺言」（正式には「第十二回党大会への手紙」と呼ばれる）を印刷するために地下印刷所へ出かけたところを待ち伏せされて逮捕された。これを皮切りに生涯に4度逮捕されることになる。

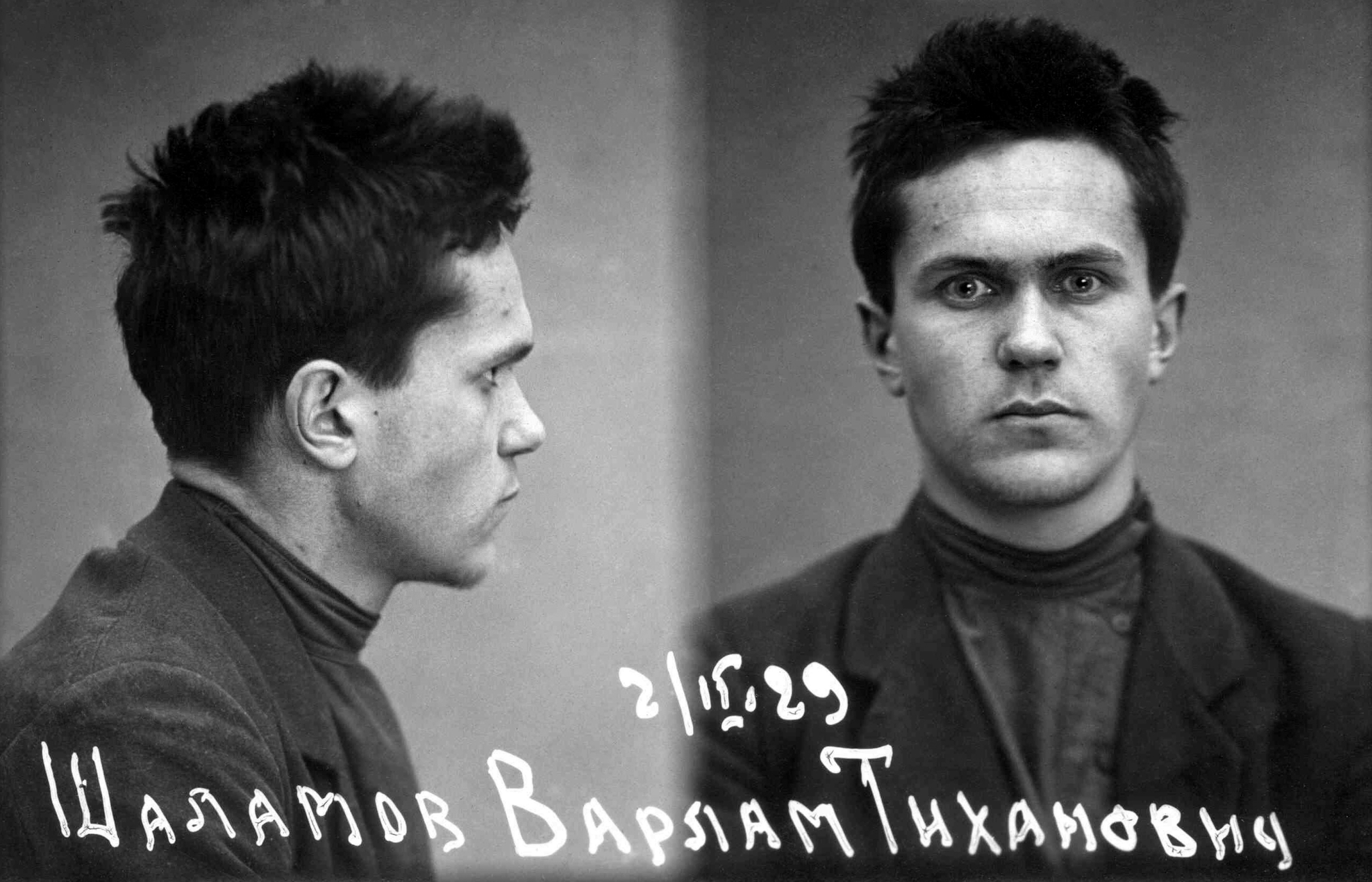
シャラーモフ（1929年、GPU）

逮捕・投獄されたあと「トロイカ（3人裁判）」（簡易な欠席裁判のこと）で有罪判決を下され、ヴィシェラ収容所（ウラル山脈のふもとペルミ市の北にあるラーゲリ）へ送られた。1931年にこの収容所の近郊ベレズニキにある製紙コンビナートの建設で強制労働させられたあと、翌1932年に釈放されてモスクワに戻った。その後、雑誌記者をしながら創作活動にいそしみ、のちにガリーナ（「文盲一掃〈識字〉運動」の指導者の1人グッジの娘）と結婚し、娘をもうけた。

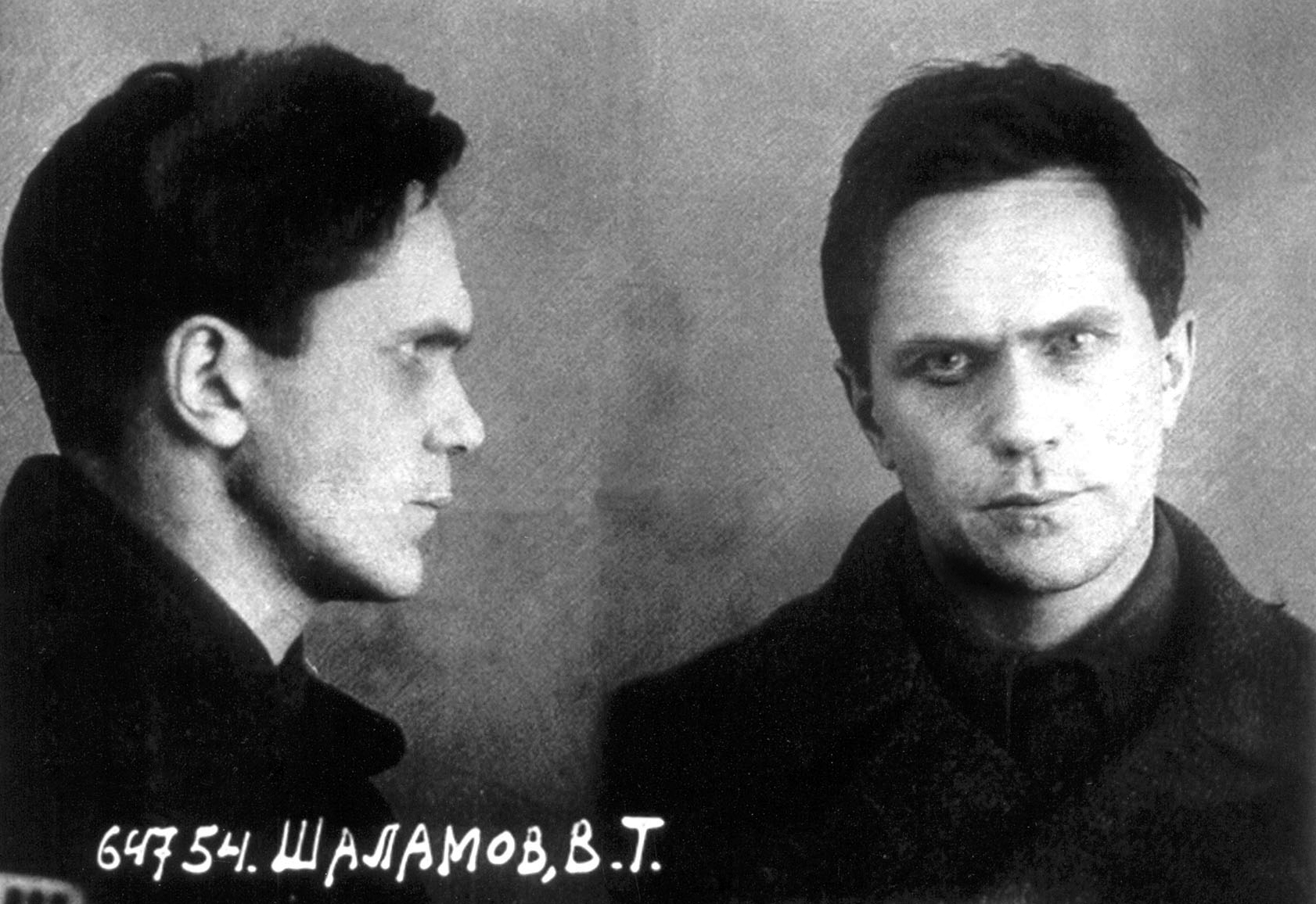
シャラーモフ（1937年 NKVD）

1937年1月12日、前科があるという理由で2度目の逮捕、簡易裁判をうけ「反革命トロツキスト活動」（KRTD 露:КРТД）の罪状を下された。『コルィマ物語』の中の「技師キブレーエフ伝」によれば、大粛清の最盛期の直前に逮捕されたため、まだ取調べに拷問は導入されておらず、したがって尋問で暴力を受けることはなかった。反革命の罪名からわかるように、いわゆる「58条組」の烙印を押され、更に罪名にトロツキストと入っていることから、特に過酷な刑を受けることになった。5年間のコルィマ送りを宣告され、シベリア鉄道を経由して警備列車で45日かけてウラジオストクの中継監獄まで移送された後、1937年8月に船でマガダンの中継監獄に着いた。さらに、不起訴処分のため刑期延長は免れたたものの、翌1938年12月には3度目の逮捕を経験した。12月から翌1939年4月まではマガダンの中継監獄に収容されていたが、この後、奥地の炭鉱（チョールノエ・オーゼロ、アルカガーラ、カディクチャン）や「スターリンのダッハウ」と呼ばれたジェールガラの懲罰監獄で強制労働させられた。5年の刑期は1942年12月で満了したが、「戦争終結まで釈放を延期」との常套句で釈放を認められず、その後も、ネクシカンやジェールガラで「一般労働」とよばれる肉体労働をさせられた。
1943年5月には密告によって4度目の逮捕、10年の刑を追加された。この時の罪状は、「ヒトラーを誉め讃え、ブーニンを古典とする敵」というものだった。またしても、ヤーゴドノエ、ベリーチャ、スパコイヌイ、クリューテ・アルマーズヌイ、ジェールガラ、ススマンを転々としながら「一般労働」に従事させられた。1946年になって、病院で知り合いになった医師の助けで補助医師の講習を受け、その資格を手に入れたことで、ようやく肉体労働から解放され、マガダンの左岸地区にある中央病院に内勤の職を得た。このときのエピソードは『コルィマ物語』の中の「ドミノ」に利用されている。
1953年にスターリンが死去し、続々と囚人が解放され、シャラーモフもまた釈放された。釈放後は、オイミャコン、ヤクーツクを経由して、汽車でイルクーツクを南回りでモスクワに戻ったが、「元囚人」であるためモスクワには住めず、カリーニン州（現トヴェリ州）の泥炭採掘場で働きながら短編を書いた。1956年にフルシチョフが大量の恩赦を出し、その時にシャラーモフも名誉回復されて、モスクワに戻ることが出来るようになった。1957年には雑誌『モスクワ』編集部に職を得て、このあと再び詩作を始めるようになった。連作短編『コルィマ物語』は長年にわたって書き綴られたものの、公に出版されることはなかったため、シャラーモフは詩人として知られるようになった。1960年代に聴覚を、1970年代後半には視力を失い、1982年1月18日未明、収容先の施設で生涯を閉じた。

## 連作短編『コルィマ物語』
シャラーモフの代表作『コルィマ物語』は、1953年から書き始められた短編群の総称である。以下の6つのシリーズからなると言われている。
1. 『コルィマ物語』（1953 - 1963）
2. 『ルポ・犯罪世界』（1954 - 1960）
3. 『シャベルの名手』（1959 - 1965）
4. 『左岸』（1959 - 1965）
5. 『カラマツの蘇生』（1966 - 1967）
6. 『手ぶくろ、あるいは第2コルィマ物語』（1970 - 1973）

1953年から1973年にかけて書かれ、全部で150編以上の短編からなる。これらの作品集で書かれたエピソードには、自身が収容所で体験した事実が織り込まれているものの、基本的にはフィクションである。連作短編という形式をとったのは、シャラーモフが、ロシア文学において伝統的な大河小説の時代は終わったと考えたからである。ただし、その配置は綿密に計画されている。
シャラーモフは様々な編集部を訪ねて出版の可能性を探ったが、生前これら全てが旧ソヴィエト連邦国内で出版されることはなかった。しかし、他の反体制的作品と同様に、タイプ原稿によるサミズダートとして旧ソ連国内で密かに流通した。1965年頃のモスクワの知識人であれば、たいていシャラーモフの作品に触れていたらしい。
一方、シャラーモフの知らぬ間に原稿は国外流出し、タミズダートとして1966年から1976年まで断続的に、ニューヨークのロシア語雑誌『ノーヴィー・ジュルナール』誌に約50編が掲載された。1976年には、選集ではあるが初の単行本がロンドンで出版され、作者の死後にパリのYMCAから第2版、第3版が発行された。また、1967年のドイツ語訳を皮切りに、フランス語、英語、イタリア語、ポーランド語などの翻訳版が出版されている。
旧ソ連での発行は、1987年（著者が死去してから5年後）に雑誌『農村青年』に3編が掲載されたのが初めてで、その後のペレストロイカの波に乗って、1980年代末に約10種類の単行本が発行され、1998年には4巻からなる選集が発行された。以降、彼は反体制作家としてアレクサンドル・ソルジェニーツィンと並び称されるようになり、生地のヴォログダには記念館が建設された。
2015年現在、日本で訳出されたのはこのうち以下の29編である。
- 「雪の上を」「夜に」「使徒パウロ」「チェリーブランデー」「コンデンスミルク」「休息日」「ドミノ」「ハイマツ」「赤十字」「チフス検疫」（以上『コルィマ物語』より）
- 「達筆」「カモ」「ビジネスマン」「シャベルの名手」「十字架」「義肢」「汽車」（以上『シャベルの名手』より）
- 「ユダヤの太守」「帰依せぬ輩」「奇術」「ブガーチョフ少佐最後の戦い」「センテンツィア」（以上『左岸』より）
- 「地獄の波止場」「静寂」「勇ましい目」「技師キブレーエフ伝」「手紙」「夕べの祈祷」「カラマツの蘇生」（以上『カラマツの蘇生』より）

これらは『極北 コルィマ物語』（朝日新聞社、1998年）の中に訳出されている。「センテンツィア」だけは、『極北 コルィマ物語』の出版以前に内村剛介が『失語と断念―石原吉郎論』（思潮社、1979年）の中で抄訳しているのと、江川卓が雑誌『新日本文学』内で翻訳している。
2015年現在、英語版ではペンギン・ブックスから55編が英訳・出版されている。ペンギン・ブックス版に収録されているのは、
- Through the Snow（雪の上を）, On Tick, In the Night, Carpenters, An Individual Assignment, A `Push Over' Job, Dry Rations, The Injectetor, The Apostel Paul（使徒パウロ）, Berries, Tamara the Bitch, Cherry Brandy（チェリー・ブランデー）, A Child's Drawings, Condesed Milk（コンデンスミルク）, The Snake Charmer, The Golden Taiga, Vaska Denisov, Kiddnapper of Pigs, A Day Off（休息日）, Dominoes（ドミノ）, Shock Therapy, The Lawyer's Plot, Typhoid Quarantine（チフス検疫）（以上『コルィマ物語』より）
- The Procurator of Judea（ユダヤの太守）, The Lepers, Descendant of a Decembrist, Comittees for the Poor, Magic（奇術）, A Piece of Meat, Esperanto, Major Pugachov's Last Battle（プガーチョフ少佐最後の戦い）, The Used-Book Dealer, Lend-Lease, Sententious（センテンツィア）（以上『左岸』より）
- The Seizure, An Epitaph, Handwriting, The Buisinessman, Captain Tolly's Love, In the Bathhouse, The Green Procurator, My First Tooth, Prosthetic Appliances, The Train（汽車）（以上『シャベルの名手』より）
- The Red Cross（赤十字）, Women in the Criminal World（以上『ルポ・犯罪世界』より）
- Quiet（静寂）, Grishka Logun's Thermometer, Chief of Political Control, The Life of Engineer Kipreev（技師キブレーエフ伝）, Mister Popp's Visit, The Theft, The Letter（手紙）, Fire and Water, Graphite（以上『カラマツの蘇生』より）

である。

## 注
1. ↑  ラテン文字転写: Varlam Tikhonovich Shalamov
2. ↑  露暦1907年6月5日
3. ↑  罪名「反革命トロツキスト活動(露: контрреволюция троцкистская деятельность)」の略称で、公式文書でも使われた[5]。
4. ↑  刑法第58条に違反する[5]。
5. ↑  KRTDが宣告された場合、1934年から1936年の場合は、3年または5年の流刑またはラーゲリ刑、1936年から1939年までは、5年または8年のラーゲリ刑(きわめて特別な場合は3年のラーゲリ刑)、1939年から1940年までは10年のラーゲリ刑に処せられた[6]。
6. ↑  反革命罪を規定した旧ソ連刑法第58条違反者の通称
7. ↑  この時の様子は、「コルィマ物語」の「チフス検疫」に利用されている。
8. ↑  地名に関しては、V.シャラーモフ「極北 コルィマ物語」(朝日新聞社、1998年、ISBN 4-02-257351-1)p.302のマガダン周辺地図を参照のこと。
9. ↑  イヴァン・ブーニンはロシア人亡命作家。ロシア人としては初のノーベル文学賞受賞作家である。
10. ↑  例えば、「ドミノ」、「十字架」、「手紙」では、シャラーモフが収容所を生き延びられた大きな要因の1つだった補助医師の道へ進めた事情について、シャラーモフの家族や両親について、自身が収容所内で書いた詩のノートが人づてに
パステルナークに渡り手紙が送られてきた事実が、それぞれ描かれている。それ以外にも「チフス検疫」などで実体験が反映されている。